# Bicinium
Con bicinium si intende, nella musica rinascimentale e barocca, una composizione didattica a due sole voci.

## Storia
Il termine bicinium venne usato per la prima volta dal polacco Jan z Lublina in un trattato del 1540. Negli anni successivi, diversi volumi contenenti bicinia vennero pubblicati in Germania, Paesi Bassi e Italia. Martin Lutero, che sosteneva che i bambini dovessero apprendere sia la musica che i salmi, compose diversi bicinia.
Generalmente un bicinium era pensato per essere cantato o suonato da studenti della stessa età e capacità, oppure da uno studente e da un insegnante. Il modello di studio del bicinium venne adottato da Heinrich Glarean nel suo Dodecachordon del 1547, uno dei più influenti trattati di teoria musicale e pedagogia del Rinascimento.
In modo simile, gli studenti di musica, attualmente, in genere imparano il contrappunto prima scrivendo in due parti, e poi in tre, aumentando a quattro o più parti solo dopo aver acquisito piena padronanza delle fasi precedenti.
Una composizione didattica a tre voci è invece conosciuta con il termine tricinium.